# Diamond Crevasse/Iteza Gogo Kuji Don't be late
Diamond Crevasse/Iteza☆Gogo Kuji Don't be late (ダイヤモンド クレバス / 射手座☆午後九時Don't be late?) è il quarto singolo di May'n, pubblicato con il nome d'arte Sheryl Nome starring May'n. Diamond Crevasse è stata utilizzato come seconda sigla di chiusura dell'anime Macross Frontier, mentre Iteza☆Gogo Kuji Don't be late è stata utilizzata come insert song per lo stesso anime.
L'annuale sondaggio Anime Grand Prix, condotto dalla rivista di settore Animage ha rivelato che Diamond Crevasse è la sigla musicale del 2008 più amata dai fans giapponesi

## Tracce
CD Single VTCL-35025
1. Diamond Crevasse (ダイアモンド クレバス??) - 5:57
2. Iteza☆Gogo Kuji Don't be late (射手座☆午後九時Don't be late?) - 5:46
3. Diamond Crevasse (without Sheryl) (Instrumental) - 5:57
4. Iteza☆Gogo Kuji Don't be late (without Sheryl) (Instrumental) - 5:44

Durata totale: 22:23

## Classifiche
| Classifica (2009) | Posizione massima |
| ----------------- | ----------------- |
| Giappone (Oricon) | 3                 |